# Heimatmuseum Banfetal

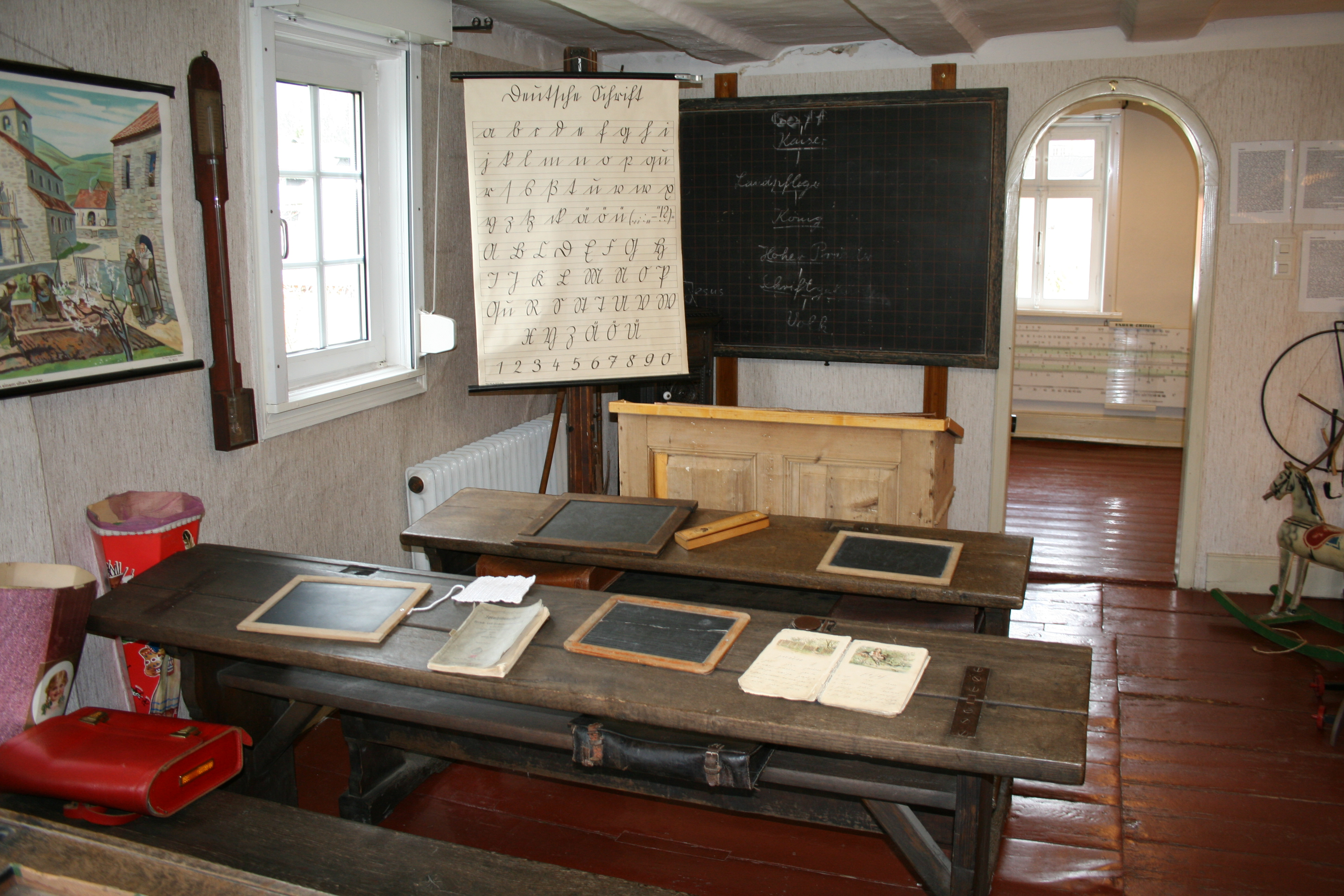
Früherer Unterrichtsraum

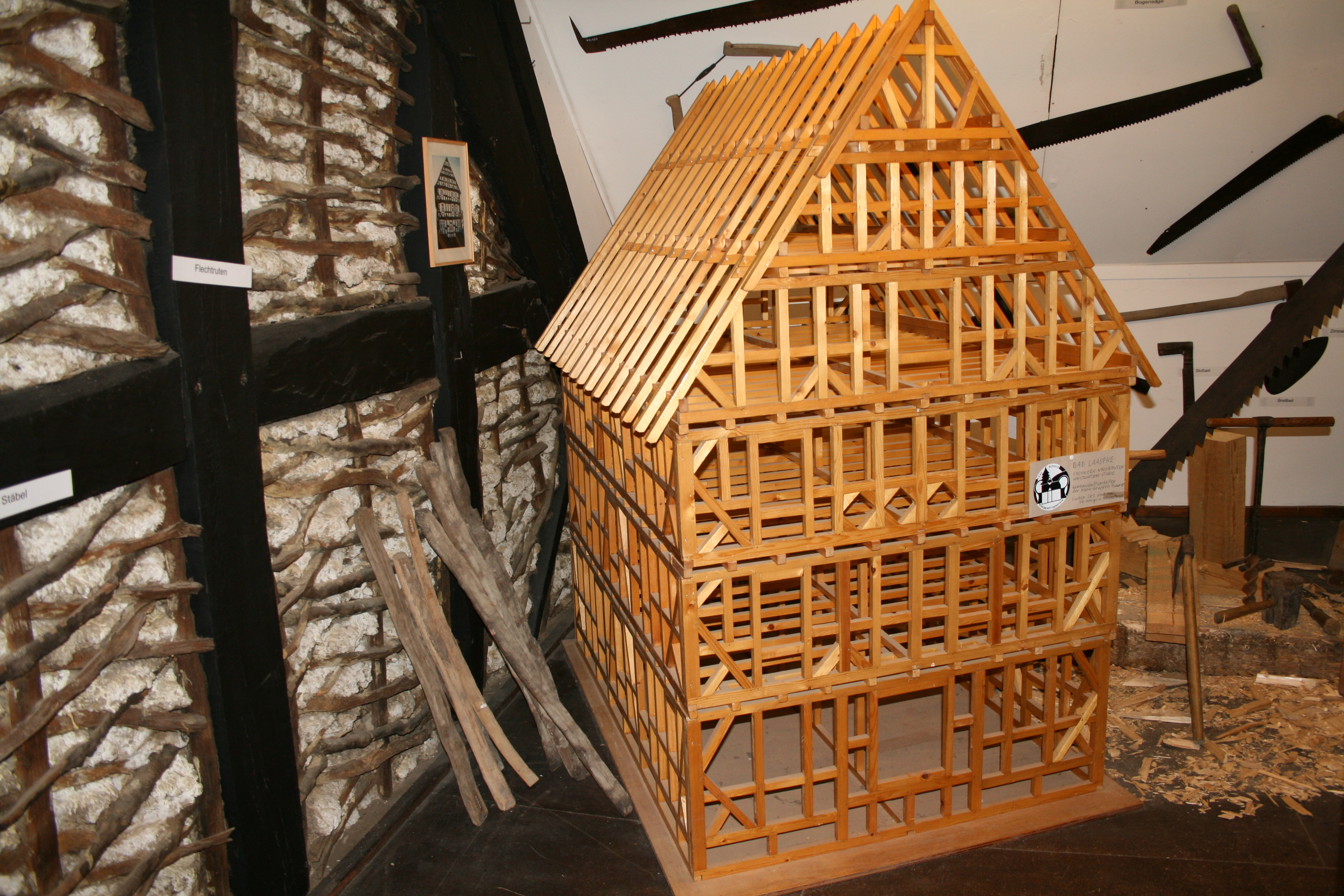
Nachbildung eines Fachwerkhauses

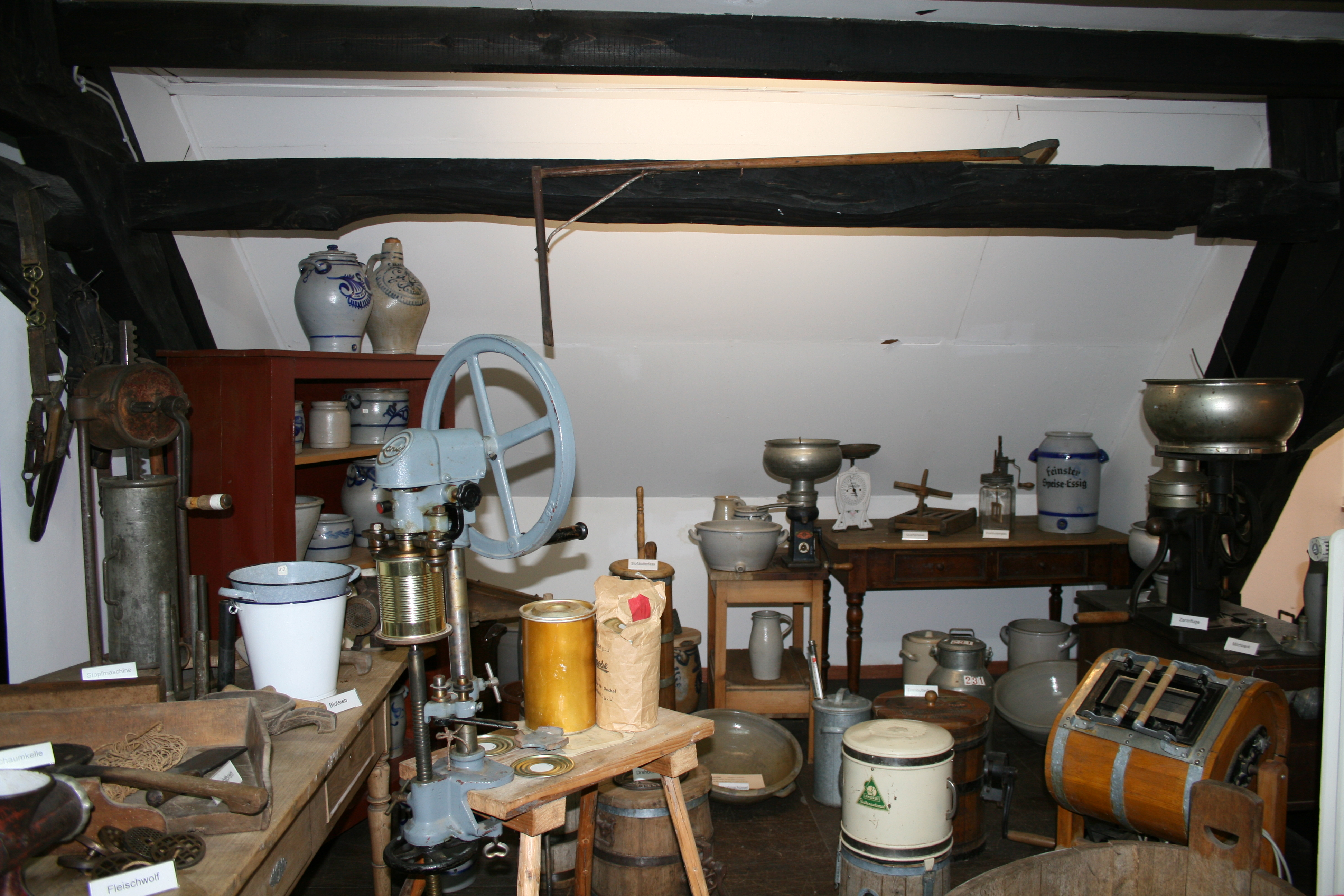
Haushaltsgegenstände

Das Heimatmuseum Banfetal in Banfe ist ein Museum für lokale Geschichte und Traditionen. Es wird von den Wander- und Heimatfreunden Banfetal betrieben.

## Gründung und Gebäude
1965 wurde das Museum gegründet. Es ist in einem Fachwerkhaus aus dem Jahr 1793 untergebracht.

## Ausstellungen
Auf etwa 800 m² Ausstellungsflächen werden folgende Sammlungsschwerpunkte präsentiert:
- Vor- und Frühgeschichte
- Bäuerliche Wohn- und Arbeitswelt
- Hauswirtschaft und Selbstversorgung
- Handwerk (Dorfschmiede, Stellmacherei, Böttcherei, Schuhmacherei, Schneiderwerkstatt, Zimmermann)
- Industrie, Hüttenraum, Bergbau mit Mineraliensammlung und Schaustollen
- Kinderwelt und Schulklasse, Forstwirtschaft und Natur, Technik.

Ebenso wird eine ostdeutsche Heimatstube ausgestellt. Diese Ausstellung wurde 1985 gegründet und wurde mit Material von Vertriebenen aus Schlesien, Pommern und Preußen zusammengestellt.

## Konzept und Besonderheiten
Das Konzept sieht ein „Erlebbarmachen“ der Geschichte vor. So wurden November 2014 bisher nie gezeigte Aufnahmen von der Eröffnung des Naturpark Rothaargebirges mit Bundespräsident Heinrich Lübke von 1964 gezeigt.